# Euxoa detesta
Euxoa detesta là một loài bướm đêm trong họ Noctuidae.